# Фесторид
Фесторид Фокейський — легендарний або напів-легендарний давньогрецький кіклічний поет. Авторству Фесторида приписується поема епічного циклу «Мала Іліада».
Фесторид Фокейський є однією з головних дійових осіб вигаданого «Життя Гомера», приписуваного псевдо-Геродоту. Згідно з цими свідченнями, коли Гомер прибув в Фокею Фесторид запропонував йому кров та їжу в обмін на право передавати його вірші в письмовому вигляді. Гомер не мав іншого вибору, окрім як погодитися, і читав Фесториду свої поеми «Іліаду», «Одіссею», а також місцеві фокейські епічні історії та легенди. Ця історія є унікальною серед стародавніх легенд про Гомера, яка свідчить про писемність оточення Гомера, адже всі інші джерела стверджують, що поеми Гомера передавалися виключно усно його послідовниками, а пізніше їхніми нащадки.
«Життя Гомера» додає, що Фесторид потім переїхав на острів Хіос, де він декламував поеми Гомера, ніби вони були його власними, і став знаменитим рапсодом. Чутки про те, що Фесторид приписує собі поеми досягли й самого Гомера, і він вирішив сам відвідати Хіос. Це загрожувало Фесториду ганьбою і той поспішив покинути острів.